# Javor Janakiev
Javor Dimitrov Janakiev (in bulgaro Явор Димитров Янакиев?; Stara Zagora, 3 giugno 1985) è un lottatore bulgaro, specializzato nella lotta greco-romana.

## Palmarès

### Olimpiadi
- 1 medaglia:
  - 1 bronzo (Pechino 2008 nei 74 kg)

### Mondiali
- 1 medaglia:
  - 1 oro (Baku 2007 nei 74 kg)

### Europei
- 1 medaglia:
  - 1 bronzo (Tbilisi 2013 nei 74 kg)